# Универзитетска дечја клиника у Београду
Универзитетска дечја клиника у Београду је високоспецијализована државна здравствена установа систему здравства Републике Србије и наставна база Медицинског факултета Универзитета у Београду. Основана је 1924 године у приватној згради у улици Кнеза Милоша. Њен оснивач био је др Франц Грејер, пољски лекар из Лавова који је касније био и први шеф катедре и руководилац наставе педијатрије на Медицинском факултету у Београду.

## Историја
Под називом Универзитетска дечја клиника у Београду, ова установа је основана 1924. године у приватној кући у улици Кнеза Милоша 69 у 4 просторије у којима су биле смештене; дечја амбуланта, лабораторија и библиотека. Лежећих болесника није било, а предавања за студенте одржавана су у амфитеатрима других институција. Клинику је основао др Франц Грејер, пољски лекар из Лавова, један од истакнутих сарадника бечке педијатријске школе професора др Пиркета који је касније био и први шеф катедре и руководилац наставе педијатрије. Клиника је прорадила 23. јануара 1925.
Године 1928. године Клиника је на Губеревцу добила зграду "од дрвета и хартије", што је пре свега имао бити завод за заштиту матера и деце. У тој новоизграђеној дрвеној бараци, поред амбуланте и три лекарске собе за преглед и рендгеном, клиника је располагала и са три собе са 25 кревета за лежеће болеснике, као и учионицом за наставу. У амбулантним просторијама, био је смештен и први Дечји диспанзер у Београду, чији је шеф била др Смиља Костић-Јоксић. Године 1930. године, Клиници је био прикључен и Дом материнског удружења, изграђен у улици Војводе Миленка, чији је први руководилац био доцент др Урош Ружичић.
По одласку професора Грејера, крајем 1926. на чело дечје клинике и катедре за педијатрију на Медицинском факултету у Београду постављен је Словенац, проф. др Матија Амброжич, ђак бечке педијатријске школе, који је убрзо схватио да је даљи развој педијатрије уско повезан са развојем дечје хирургије. Он је преузео историјску одговорност за развој педијатрије у Југославији, са идејом да се обједине куративна, превентивна и социјална педијатрија. Реализације ове, за то доба сасвим оригиналне идеје, било је везана за обезбеђивање свестраног физичког, психичког и социјалног развоја деце у Србији. Његовом заслугом започета је изградња нове дечје клинике у Тиршовој 10 у Београду, са 180 постеља за болеснике, од којих је 80 било за одељење дечје хирургије. Изградња Клинике започета је 4. октобра 1936. године Краљевским Указом Краља Петра другог Карађорђевића и под највишом заштитом Њеног Величанства Краљице Марије. Зграда је завршена 1940. године, на основу пројекта архитекте Милана Злоковића, и „према до тада највишим европским критеријумима за дечју болницу, а по узору на једну париску дечју болницу.” Овај објекат са 180 постеља представљао је најчистији облик српског модернистичког покрета и био један од најважнијих репера београдске модерне архитектуре.
Први лекари тадашње Педијатријске клинике и сарадници проф. др Амброжића били су: др Миливоје Сарван, као шеф Амбуланте, др Јованка Жујовић и др Боривој Тасовац, као асистенти клинике, др Жика Марковић, др Властимир Ивковић и др Станија Павловић, као лекари Завода за заштиту мајке и деце.
Даљи развој клинике прекинуо је Други светски рат. Априла 1941. године зграда Клинике била је тешко оштећена у бомбардовању, али је након три месеца оспособљена за рад. Педијатријска клиника је задржала само једно одељење од 35 кревета, амбуланту, диспанзер и саветовалиште за одојчад, док је остали простор уступљен Гинеколошко-акушерској клиници, Првој и Другој интерној и Пропедевтичкој клиници, чије су зграде такође у априлском бомбардовању Београда остале разорене.
По завршетку рата за управника Педијатријске клинике поново је постављен проф. др Матија Амброжић, а сви његови ранији сарадници вратили су се на своје раније послове. Оштећена зграда убрзо је била оспособљена за рад. Постељни фонд Клинике је повећан на 90 кревета, а 1947. године на 125 кревета, са три стационарна одељења, отворена је хематолошка и биохемијска лабораторија, апотека клинике и лабораторија за бактериолошка испитивања.

### Оснивање дечје хирургије у Србији
Прво одељење дечје хирургије отворено је 1924. године у оквиру Опште државне болнице. Оснивач овог одељења био је др Димитрије Јовчић, француски ђак, први школовани дечји хирург у Србији који се по завршетку Првог светског рата, као млади специјалиста за дечју хирургију вратио из Париза у Србију.
У току 1947. године према раније начињеном плану, Дечја хируршка клиника из Опште државне болнице пресељена је у зграду Педијатријске клинике. Управник је био професор др Димитрије Јовчић. Први пут у историји српске медицине педијатрија и дечја хирургија су биле под истим кровом. Већ 1948. године дечја хирургија је уврштена у наставни програм редовних студија у оквиру предмета хирургија, и то најпре на Катедри за педијатрију, да би од 1962. године до данас била део Катедре за хирургију. Хируршка клиника је имала одговарајући број постеља, две операционе сале и амбуланту.
У свом неуморном пионирском раду на клиници проф. Јовчић је имао вредног сарадника, др Светислава Стојановића, касније професора Медицинског факултета у Београду и управника ортопедске клинике. Осим њега, на одељењу за дечју хирургију започели су рад др Милун Митровић, будући примаријус и оснивач дечјег хируршког одељења у Нишу, др Јелена Ђоковић, касније примаријус и оснивач дечјег хируршког одељења у Подгорици, др Климентије Крстић који је радни век завршио као професор и управник дечје хируршке клинике у Београду, др Илија Стојимировић, доцент, др Срђан Рајић, примаријус, велики ентузијаста и заљубљеник у дечју хирургију, др Ђура Мештеровић и др Васић који је као хирург радио у железничкој болници, а затим отишао у Париз где је докторирао у првим послератним годинама.
Све бројнија и разноврснија патологија наметала је нове захтеве који нису могли бити решени старом кадровском и структурном организацијом рада преко општих одељења. У том смислу дошло је до формирања и развоја појединих служби уже специјалности, па су многи лекари, поред дипломе дечјег хирурга стекли звање специјалисте из других специјалности. Доласком на чело нових служби афирмисаних дечјих хирурга, Дечја клиника у Тиршовој 10, постала је Универзитетска дечја хируршка клиника, као високо специјализована школска установа и наставна база Медицинског факултета Универзитета у Београду, која је данас светски призната установа оспособљена да у Србији стручно покрије целокупну хируршку патологију дечјег узраста.

## Универзитетска дечја клиника данас
Када је нова зграда клиника изграђена 1936. године, она је била модерна зграда и врхунац развоја модернизма као посебног покрета у архитектонској теорији и пракси, са 100 постеља, да би се данас у готов истоветном простору клинике свакодневно хоспитализовало и до 300 деце.
Организација
Према подацима из 2014. године, Универзитетска дечја клиника има 13 организационих јединица у оквиру педијатрије, 11 у оквиру дечје хирургије, и по 5 у склопу заједничких медицинских и немедицинских служби. Једина је педијатријска установа терцијерног типа у Србији која поседује одељење хемодијализе и трансплантације бубрега, као и службу неурохирургије.
Кадровска структура
Клиника има укупно 697 запослених. Од укупно 128 лекара, 41 су и наставници Медицинског факултета Универзитета у Београду, од којих су 16 професори Универзитета. Више од 100 лекара у оквиру разних специјализација је у сваком тренутку на нашој клиници.
Резултати рада
Данас се на Универзитетској дечјој клиници годишње:
- лечи око 15.000 деце и њихових пратилаца,
- реализује око 100.000 болесничких дана,
- изведе око 70.000 прегледа на педијатрији и око 55.000 на хирургији,
- изведе око 7.000 операција, од чега 200 кардиохируршких.[8]

Искоришћеност болничких капацитета је 77% на хирургији и 78% на педијатрији.